# ينغجة (صوماي برادوست)
ينغجة هي قرية في مقاطعة أرومية، إيران. يقدر عدد سكانها بـ 560 نسمة بحسب إحصاء 2016.